# Paracomeron aurivilliusi
Paracomeron aurivilliusi – gatunek chrząszcza z rodziny kózkowatych i podrodziny zgrzypikowych. Jedyny przedstawiciel rodzaju Paracomeron.

## Zasięg występowania
Gatunek ten występuje w Papui Nowej Gwinei.